# Atmosférická chemie

Schematické složení zemské atmosféry (bez vodní páry, jejíž množství se značně mění)

Atmosférická chemie je jedna z věd o atmosféře, která se zabývá složením a chemickými pochody probíhajícími v atmosféře Země a dalších kosmických těles. Velmi úzce se dotýká atmosférické fyziky a čerpá z dalších příbuzných vědních oborů jako chemie životního prostředí, meteorologie, geologie, vulkanologie. K řešení především globálních dějů využívá počítačové modelování.

## Hlavní studované látky
Atmosférická chemie se zabývá především reakcemi sloučenin a radikálů těchto prvků:
- kyslík: vodní pára H2O, plynný kyslík O2, ozon O2, kyslíkový radikál O•, hydroxylový radikál OH•, hydroperoxidový radikál HO2•,
- dusík: oxid dusičitý NO2, oxid dusnatý NO, oxid dusný N2O, plynný dusík N2,
- uhlík: oxid uhličitý CO2, oxid uhelnatý CO, metan CH4 a další těkavé organické látky (VOC),
- síra: oxid siřičitý SO2, oxid sírový SO3,
- halogeny: hlavně freony (např. trichlorfluormethan, CCl3F).

Některé z vzájemných reakcí těchto látek jsou iniciovány zářením – především jeho ultrafialovou a viditelnou složkou. Jednou z nejdůležitějších sérií reakcí, které by bez energie dodané slunečním zářením neprobíhaly, je vznik a koloběh ozonu v atmosféře.

## Troposférická a stratosférická chemie

Některé hlavní děje ovlivňující chemii atmosféry

Vliv na chemii atmosféry mají především chemické látky a jejich vzájemné reakce probíhající ve dvou nejnižších vrstvách atmosféry:
- troposféra – 0–11 km[pozn. 1]
- stratosféra – 11–50 km

Vyšší vrstvy atmosféry jsou již velmi řídké a chemické děje, které zde probíhají, mají jen malý vliv na nižší vrstvy.
V troposféře mají vliv především oxidy síry (způsobují kyselé deště), oxidy dusíku (spoluvytvářejí škodlivý troposférický ozon) nebo oxid uhličitý a metan, zvyšující skleníkový efekt. Sluneční záření zde má relativně menší vliv a působí zde především jeho viditelná složka, protože ultrafialové záření sem proniká jen ve velmi omezené míře.
V stratosféře probíhá především nepřetržitý proces vzniku a zániku ozonu, tzv. Chapmanův cyklus. Z troposféry sem pronikají freony, které tento ozon v ozonové vrstvě ničí a v oblasti Arktidy a Antarktidy vytvářejí ozonovou díru. V stratosféře jsou chemické reakce více ovlivňovány zářením, protože sem kromě viditelné proniká i jeho ultrafialové složka, která má navíc vyšší energii než viditelné světlo.